# 郷紳
郷紳（きょうしん、満州語：tesu ba i hafan, tesu ba i sula hafan）とは、1911年までの君主制下の中国の地方社会で、社会的・文化的地位を有する人を指す。紳士・士紳・縉紳ともいう。

## 概要
一般的に科挙で得られる肩書き（生員以上）を持っている人を指す。郷紳は君主制中国の地方社会において大きな役割を果たした。
官員と民衆とのパイプ役として、一方では官員の地方統治に協力し、また一方では官員に対して民衆の意見を代弁する役割を果たした。
しかし、その地位を利用し、中間の利益を得て、郷里の民衆を食い物にしていた「劣紳」も少なからず存在していた。
郷紳は、科挙が廃止された後の中華民国でも勢力を保持したが、中華人民共和国が成立して消滅した。